# Streptocitta albicollis
Streptocitta albicollis é uma espécie de ave da família Sturnidae.
É endémica da Indonésia.
Os seus habitats naturais são florestas subtropicais ou tropicais húmidas de baixa altitude.